# الحق (أسماء الله الحسنى)
الحق هو من أسماء الله الحسنى، ومعناه: المتصف بالوجود والدوام والحياة والقيومية والبقاء فلا يلحقه زوال ولا فناء،، والذي يحق الحق بكلماته.

## في القرآن الكريم
قد ورد في القرآن عشر مرات، منها:
- ﴿ثُمَّ رُدُّوا إِلَى اللَّهِ مَوْلَاهُمُ الْحَقِّ أَلَا لَهُ الْحُكْمُ وَهُوَ أَسْرَعُ الْحَاسِبِينَ ۝٦٢﴾ سورة الأنعام:62
- ﴿هُنَالِكَ تَبْلُو كُلُّ نَفْسٍ مَا أَسْلَفَتْ وَرُدُّوا إِلَى اللَّهِ مَوْلَاهُمُ الْحَقِّ وَضَلَّ عَنْهُمْ مَا كَانُوا يَفْتَرُونَ ۝٣٠﴾ سورة يونس:30
- ﴿فَذَلِكُمُ اللَّهُ رَبُّكُمُ الْحَقُّ فَمَاذَا بَعْدَ الْحَقِّ إِلَّا الضَّلَالُ فَأَنَّى تُصْرَفُونَ ۝٣٢﴾ سورة يونس:32
- ﴿هُنَالِكَ الْوَلَايَةُ لِلَّهِ الْحَقِّ هُوَ خَيْرٌ ثَوَابًا وَخَيْرٌ عُقْبًا ۝٤٤﴾ سورة الكهف:44
- ﴿ذَلِكَ بِأَنَّ اللَّهَ هُوَ الْحَقُّ وَأَنَّهُ يُحْيِي الْمَوْتَى وَأَنَّهُ عَلَى كُلِّ شَيْءٍ قَدِيرٌ ۝٦﴾ سورة الحج:6
- ﴿يَوْمَئِذٍ يُوَفِّيهِمُ اللَّهُ دِينَهُمُ الْحَقَّ وَيَعْلَمُونَ أَنَّ اللَّهَ هُوَ الْحَقُّ الْمُبِينُ ۝٢٥﴾ سورة النور:25

## في السنة النبوية
عَنِ ابْنِ عَبَّاسٍ أَنَّ رَسُولَ اللَّهِ ﷺ كَانَ يَقُولُ إِذَا قَامَ إِلَى الصَّلاَةِ مِنْ جَوْفِ اللَّيْلِ:
| الحق (أسماء الله الحسنى) | اللهمَّ لك الحمدُ، أنت نورُ السماواتِ والأرضِ، ولك الحمدُ، أنت قَيَّامُ السماواتِ والأرضِ، ولك الحمدُ، أنت ربُّ السماواتِ والأرضِ، ومن فيهنَّ أَنْتَ الْحَقُّ، وَوَعْدُكَ الْحَقُّ، وَقَوْلُكَ الْحَقُّ، وَلِقَاؤُكَ حَقٌّ، وَالْجَنَّةُ حَقٌّ، وَالنَّارُ حَقٌّ، وَالسَّاعَةُ حَقٌّ، اللَّهُمَّ لَكَ أَسْلَمْتُ، وَبِكَ آمَنْتُ، وَعَلَيْكَ تَوَكَّلْتُ، وَإِلَيْكَ أَنَبْتُ، وَبِكَ خَاصَمْتُ، وَإِلَيْكَ حَاكَمْتُ، فَاغْفِرْ لِي مَا قَدَّمْتُ وَأَخَّرْتُ، وَأَسْرَرْتُ وَأَعْلَنْتُ أَنْتَ إِلَهِي لاَ إِلَهَ إِلاَّ أَنْتَ | الحق (أسماء الله الحسنى) |

## الأقوال في معناه
- قال الخطابي:[1] «الحق هو المتحقق كونًا ووجودًا وكل شيء صح وجوده وكونه فهو حق»
- قال الخشيري:[1] «الحق هو بمعنى الموجود الكامل وكذا معناه في اللغة»
- قال الغزالي:[1] «الحق هو الذي في مقابلة الباطل والأشياء قد تستبان بأضدادها وكل ما يخبر عنه فإما باطل مطلقًا وإما حق مطلقًا وإما حق من وجه وباطل من وجه. فالممتنع بذاته هو الباطل مطلقًا. والواجب بذاته هو الحق مطلقًا. والممكن بذاته الواجب بغيره هو حق من وجه باطل من وجه»
- قال ابن الأثير:[1] «الحق هو الموجود حقيقة، المتحقق وجوده وإلوهيته والحق ضد الباطل»
- قال الطبري:[4] «﴿وَرُدُّوا إِلَى اللَّهِ مَوْلَاهُمُ الْحَقِّ وَضَلَّ عَنْهُمْ مَا كَانُوا يَفْتَرُونَ﴾ رجع المشركون يومئذٍ إلى الله الذي هو ربهم ومالكهم الحق لا شك فيه، ورُفِعت الحُجب وصار الأمر حق»
- وقال الطبري أيضًا:[5] «﴿فَذَلِكُمُ اللَّهُ رَبُّكُمُ الْحَقُّ فَمَاذَا بَعْدَ الْحَقِّ إِلَّا الضَّلَالُ فَأَنَّى تُصْرَفُونَ﴾ أيها الناس، فهذا الذي يفعل هذه الأفعال، فيرزقكم من السماء والأرض، ويملك السمع والأبصار، ويخرج الحي من الميت والميت من الحي، ويدبر الأمر؛ ﴿اللَّهُ رَبُّكُمُ الْحَقُّ﴾، لا شك فيه، ﴿فَمَاذَا بَعْدَ الْحَقِّ إِلَّا الضَّلَالُ﴾ يقول: فأي شيء سوى الحق إلا الضلال، وهو الجور عن قصد السبيل»